# Ferdinand Foch
Ferdinand Foch, francoski maršal, * 2. oktober 1851, Tarbes, † 20. marec 1929, Pariz.

## Življenjepis
Leta 1870 se je pridružil pehoti, prvi boj pa je doživel šele med Francosko-prusko vojno. 1871 je vstopil v École Polytechnique, po končanem šolanju, dve leti pozneje pa je postal artilerijski častnik.
Postal je predavatelj vojaške strategije na vojaški akademiji École Supérieure de Guerre in v letih 1896−1901 ter 1907-1911 tudi poveljnik akademije.

## Prva svetovna vojna
Avgusta 1914 je poveljeval XXX. korpusu pri bitki za Nancy. Leta 1915 je sodeloval v bitki za Ypres; naslednje leto pa v bitki na Somi. Kot poveljnik francoske IX. armade je zaslovel med prvo svetovno vojno, ko je v bitki na Marni zaustavil nemški prodor proti Parizu. Zaradi zaslug je bil imenovan za pomočnika glavnega poveljnika francoskih oboroženih sil na zahodni fronti. Leta 1917 je postal načelnik zavezniškega vojaškega odbora, julija 1918 je napredoval v maršala, istega leta pa je postal tudi pa vrhovni poveljnik zavezniških sil na zahodni fronti.

## Povojno obdobje
Leta 1919 je dobil čin britanskega feldmaršala. Foch je leta 1919 na pariški mirovni konferenci zagovarjal mirovne pogoje, po katerih Nemčija ne bi mogla nikoli več predstavljati grožnje Franciji. Menil je, da je versajska pogodba preveč popustljiva do Nemčije in po podpisu pogodbe 28. junija 1919 je Foch izjavil: "To ni mir. To je premirje za dvajset let." Njegove besede so se izkazale za resnične: druga svetovna vojna se je začela dvajset let pozneje.
Leta 1920 je sodeloval v poljsko-ruski vojni; zaradi tega in njegovega pritiska na Nemčijo med veliko poljsko vstajo, je dobil naziv maršala Poljske. V imenu Francije je podpisal premirje v Compiegnu, kjer so v njegovo čast postavili tudi spomenik.
Zaradi svojih medvojnih zaslug je bil do smrti član vojaškega sveta Francoske armade.
Po njem je poimenovana francoska letalonosilka FS Foch (R 99) in vino Maréchal Foch.

## Nazivi
Vojaški nazivi
- maršal Francije (1918)
- britanski feldmaršal (1919)
- maršal Poljske (1920)

Častni nazivi
- častni član ASME (1921)
- častni član AIME (1921)
- častni član Vitezov Kolumba 4. stopnje

## Napredovanja
- 1873 : poročnik
- 1898 : podpolkovnik
- 1903 : polkovnik
- 1907 : brigadni general
- 1911 : divizijski general
- 1913 : korpusni general

## Odlikovanja
- Army Distinguished Service Medal (21. oktober 1918)
- častni red za zasluge (29. november 1918)
- Virtuti Militari (1920)
- vojaški red svetovnih vojn

## Dela
- Les principes de la guerre (1903)
- La conduite de la guerre (1904)
- Mémoire pour servir à l'histoire de la guerre 1914-1918 (1918).